# Compagnie des autobus de Monaco
Pour les articles homonymes, voir CAM.
La Compagnie des autobus de Monaco, également connue sous le sigle CAM, est la société exploitant le réseau de transport en commun du même nom desservant la principauté de Monaco.
La Compagnie exploite six lignes régulières d'autobus, trois lignes express, deux lignes nocturnes, un service Bateau-Bus, un service de transport à la demande et plusieurs transports scolaires.

## Historique

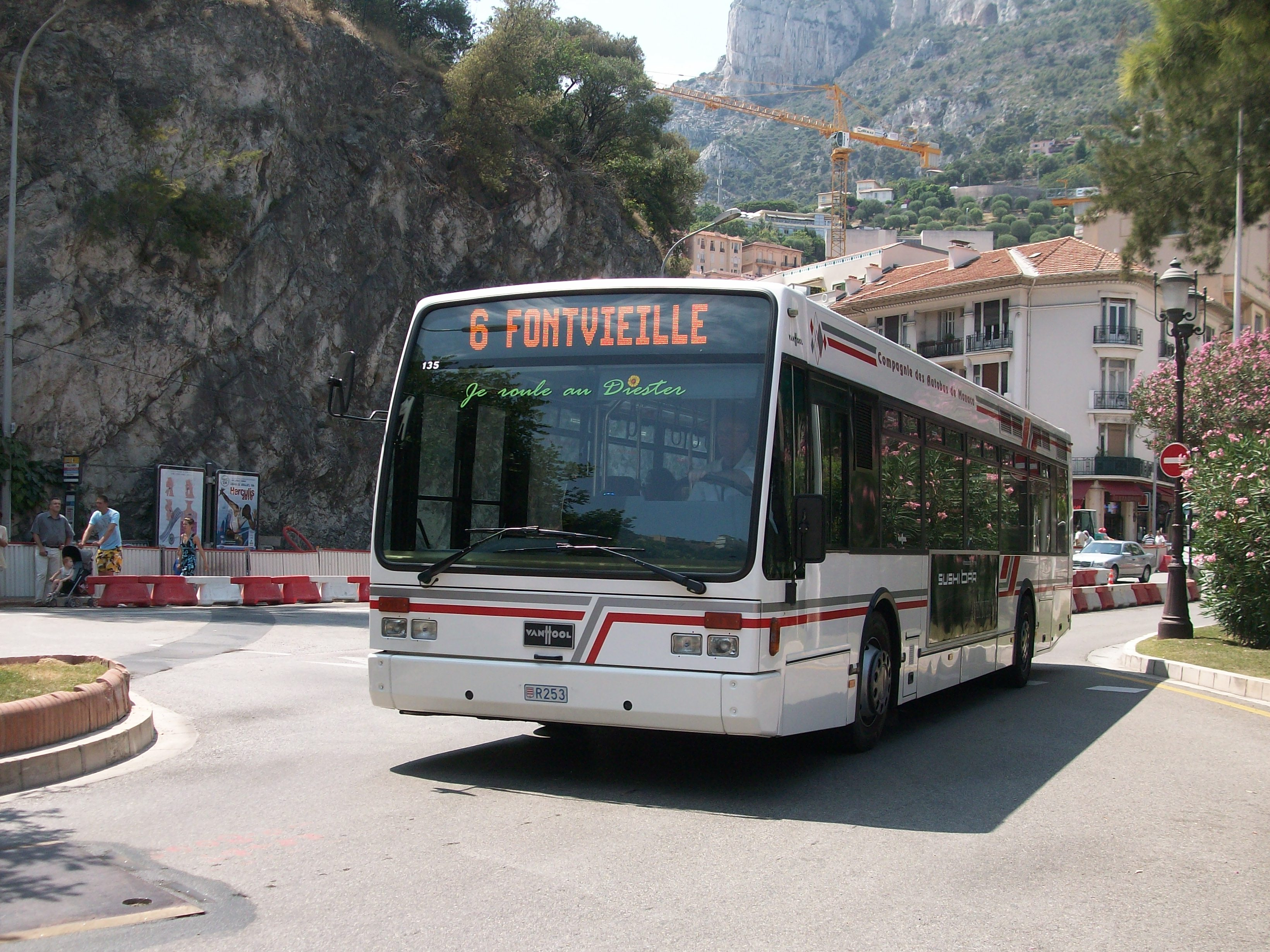
Ancien autobus Van Hool du réseau

### Les omnibus automobiles
Un premier service de transport voit le jour en 1890, avec des omnibus automobiles.

### La Compagnie des tramways de Monaco (CTM)
Le 14 avril 1898, les omnibus sont remplacés par une ligne de tramway électrique entre la place d'Armes et Saint-Roman exploitée par la Compagnie des tramways de Monaco, créée en 1897 par Henri Crovetto,.
Une seconde ligne voit le jour le 11 mars 1899 entre l'ancienne gare de Monaco et la place du Gouvernement, puis une troisième le 3 mai 1900 entre le Casino à la gare de Monte-Carlo.
Le 7 avril 1903, la compagnie du Tramway de Nice et du Littoral (TNL) met en service, la ligne Nice-Menton via Monaco et utilise les voies de la ligne place d'Armes - Saint-Roman en s'acquittant d'un péage.
Le 1er août 1908, les TNL rachètent la compagnie, en proie à des difficultés financières et réorganise le réseau en une ligne urbaine doublant l'itinéraire de la ligne Nice-Menton et deux navettes vers les deux gares.
En 1923, une ligne d'autocar privée est mise en service sur le trajet - Cap d'Ail - Monaco - Beausoleil - suivie à partir de l'année suivante par une offre importante de desserte assurés par M. Melchiore entre Nice et Monaco et un service urbain dans la principauté. Cet opérateur jette l'éponge en 1931 à la suite de menaces de procès et d'accusations, en payant des figurants en guise de passagers.
Les TNL, obligés malgré tout de l'indemniser, rachètent une partie des autobus "Renault PY" du service urbain et supprime les tramways le 1er juillet 1931 ; le nouveau réseau d'autobus est constitué de trois puis cinq lignes à l'organisation complexe.

### La Compagnie des autobus de Monaco (CAM)

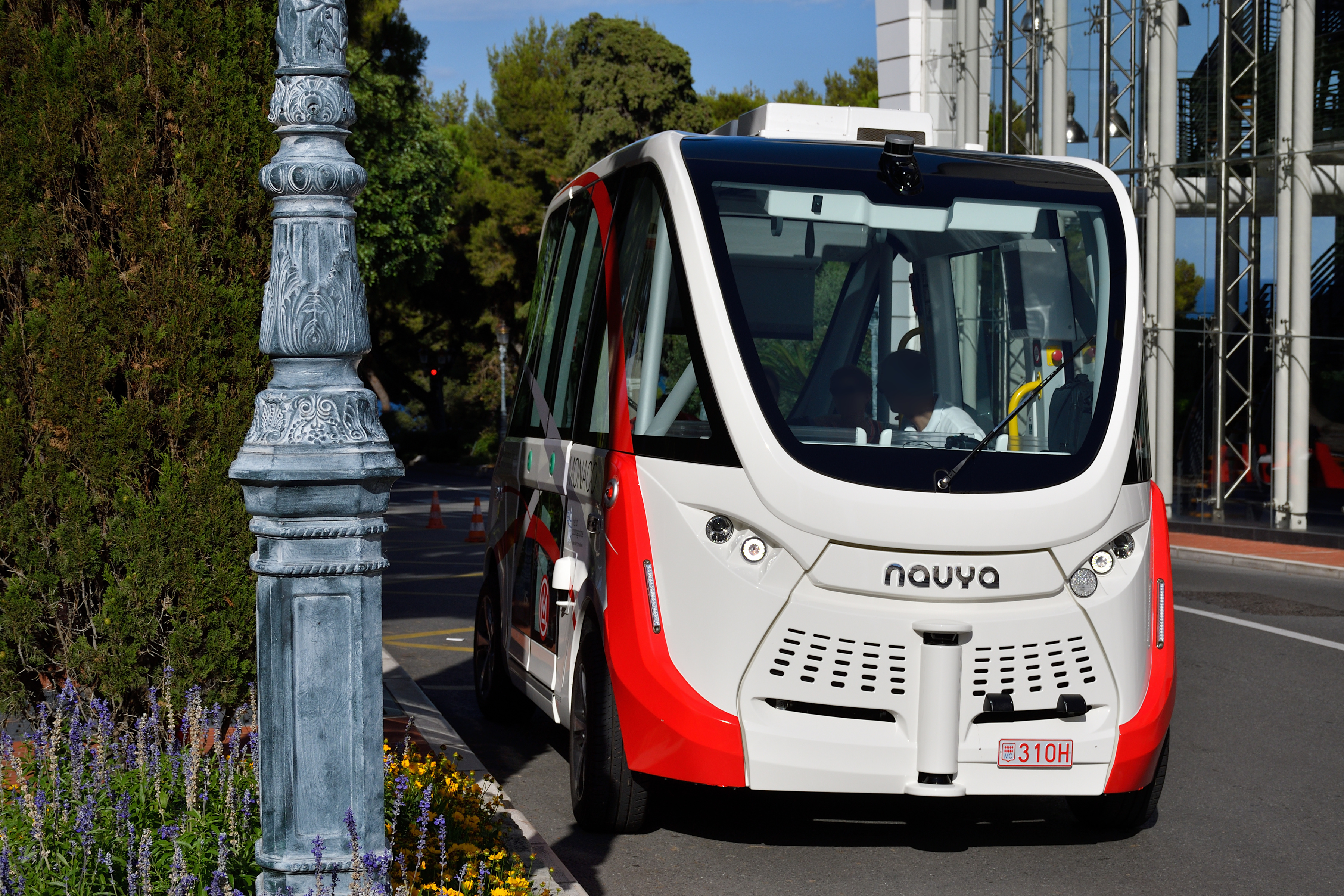
Navette autonome Minibus Navya sur le Rocher

À la fin des années 1930, un accord est signé entre les TNL et le gouvernement princier, qui permet la création de la Compagnie des Autobus de Monaco au 1er janvier 1939, bien que la concession ne soit signée qu'au mois de juillet,.
Le réseau est simplifié autour d'une ligne de Monaco-Ville à Saint-Roman et d'une antenne entre Sainte-Dévote et le Jardin exotique, puis modifiée après la seconde guerre mondiale ainsi, :
- La ligne 1, de Monaco-Ville à Saint-Roman ;
- La ligne 2, de Monaco-Ville au Jardin exotique.

De 1961 à 1965, la CAM exploita la ligne Monaco-La Turbie, puis celle vers Roquebrune-Cap-Martin durant quelque temps.
En 1964, la première ligne 3 voit le jour entre Monaco-Ville et le parking de Fontvieille, cette ligne n'est exploitée qu'en été ou durant les fêtes.
Le réseau se développe dès les années 1980, : la ligne 4 voit le jour en 1979 entre la gare et le Larvotto, la ligne 5 entre la Gare, Fontvieille et l'hôpital en 1981 et la ligne 6 en 1991 entre le Larvotto et Fontvieille en suivant le bord de mer puis modifiée en 1995 pour desservir le casino. Une ligne 7 entre la gare et Condamine est testée durant six mois en 1999. Le 3 juillet 2006, une seconde ligne 3 est mise en service à titre expérimental pour desservir le terminal croisière située à la nouvelle digue depuis Fontvieille avant de disparaitre à son tour le 27 octobre 2006,,.
L'année 2009 voit la mise en service du bateau-bus et du service nocturne.
Création le 22 décembre 2014 d'un service de transport à la demande desservant les secteurs Hector Otto et Plati du lundi au samedi de 8 h à 19 h et les dimanches et fêtes de 14 h à 17 h, avec un rabattement sur les lignes 2, 4 et 5.
Le 5 janvier 2015, les lignes 4 et 5 sont modifiées : La ligne 4 est prolongée de la place d'Armes jusqu'au quartier de Fontvieille en effectuant une boucle passant par le cimetière et la ligne 5 est profondément remaniée, elle abandonne la desserte de Fontvieille, de la place d'Armes et de la partie inférieure de La Condamine pour se diriger vers les plages du Larvotto par le boulevard princesse Charlotte, le casino de Monte-Carlo puis le trajet de la ligne 6. Le transport à la demande est maintenu et conserve la desserte abandonnée par la ligne 5 entre le centre hospitalier Princesse-Grace et Fontvieille.
Le 19 février 2015, création d'une nouvelle ligne sur le réseau, la ligne 3, entre le centre commercial de Fontvieille, la place d'Armes, le cimetière, le centre hospitalier Princesse-Grace, le quartier Moneghetti et le secteur Hector Otto, en reprenant les arrêts du transport à la demande auparavant ceux de la ligne 5, et les horaires de cette dernière sont modifiés le même jour. Une autre modification, effectuée le 9 mars 2015, concerne les lignes 4 et 6 et supprime le changement de ligne du bus au centre commercial de Fontvieille.
En juin 2018, le bus de nuit est scindé en deux lignes N1 et N2 afin d'améliorer et simplifier la desserte.
À l'été 2019, une navette autonome de minibus électrique Navya, d'une capacité de 10 passagers assis est mise en service pour test pour effectuer le tour du Rocher,.
Le 3 juillet 2021, un service de navette électrique desservant l'avenue Princesse Grace durant l'été. Le minibus utilisé est un Karsan e-Atak que la CAM loue auprès de la société B.E. Green.
Le 17 janvier 2022, ce même minibus est affecté à la ligne 7, créée et mise en service pour desservir le quartier de Plati,.
Durant l'été 2022, une ligne 8 ou « Navette du Rocher » est exploitée en soirée entre la Condamine, le port et le Rocher de 20 h à 22 h 45 avec les GX 137 électriques,.
Le 9 février 2024, le gouvernement princier annonce son Plan pour la mobilité à Monaco et ses frontières qui prévoit le développement de l'offre de transport en lien avec la création de parkings aux abords de Monaco et l'investissement de l'offre TER en lien avec la région Provence-Alpes-Côte-d'Azur et la SNCF.
En lien avec la mise en service du parking des Salines au Jardin exotique, deux lignes express sont créées à titre expérimental le 11 février 2024 : la X1 jusqu'à la place d'Armes et la X2 jusqu'à Monte-Carlo Tourisme via le pont de Sainte-Dévote et la gare. 
Le 25 mars 2024, un service de transport à la demande voit le jour. Nommé ClicBus Monaco (ou plus simplement ClicBus), il est dédié à la desserte des quartiers Plati, Fleurs et Annonciade aux voiries trop étroites pour le passage des autobus ; ce nouveau service entraine la suppression de la ligne 7 dès le 23 mars 2024. Lancé à titre expérimental, ce service pourrait à terme se substituer au réseau nocturne.
Le 22 avril 2024, deux autres lignes express voient la jour à titre expérimental sur un axe est-ouest : la X3 de Fontvieille au Larvotto et la X4 de Fontvieille à Saint-Roman.
Le 28 juillet 2025, les lignes X1 et X2 sont modifiées : la première est prolongée de la Place d'Armes jusqu'au Rocher et la seconde de Monte-Carlo Tourisme jusqu'au Portier. De plus, la fréquence de ces deux lignes est augmentée, passant de 20 à 14 minutes. Enfin, faute de fréquentation, la ligne X4 est supprimée,.

## Lignes du réseau

### Présentation
Le réseau de transport urbain CAM est un service de transport en commun sur la commune de Monaco. Il est composé de neuf lignes diurnes, deux nocturnes et une ligne de bateau.

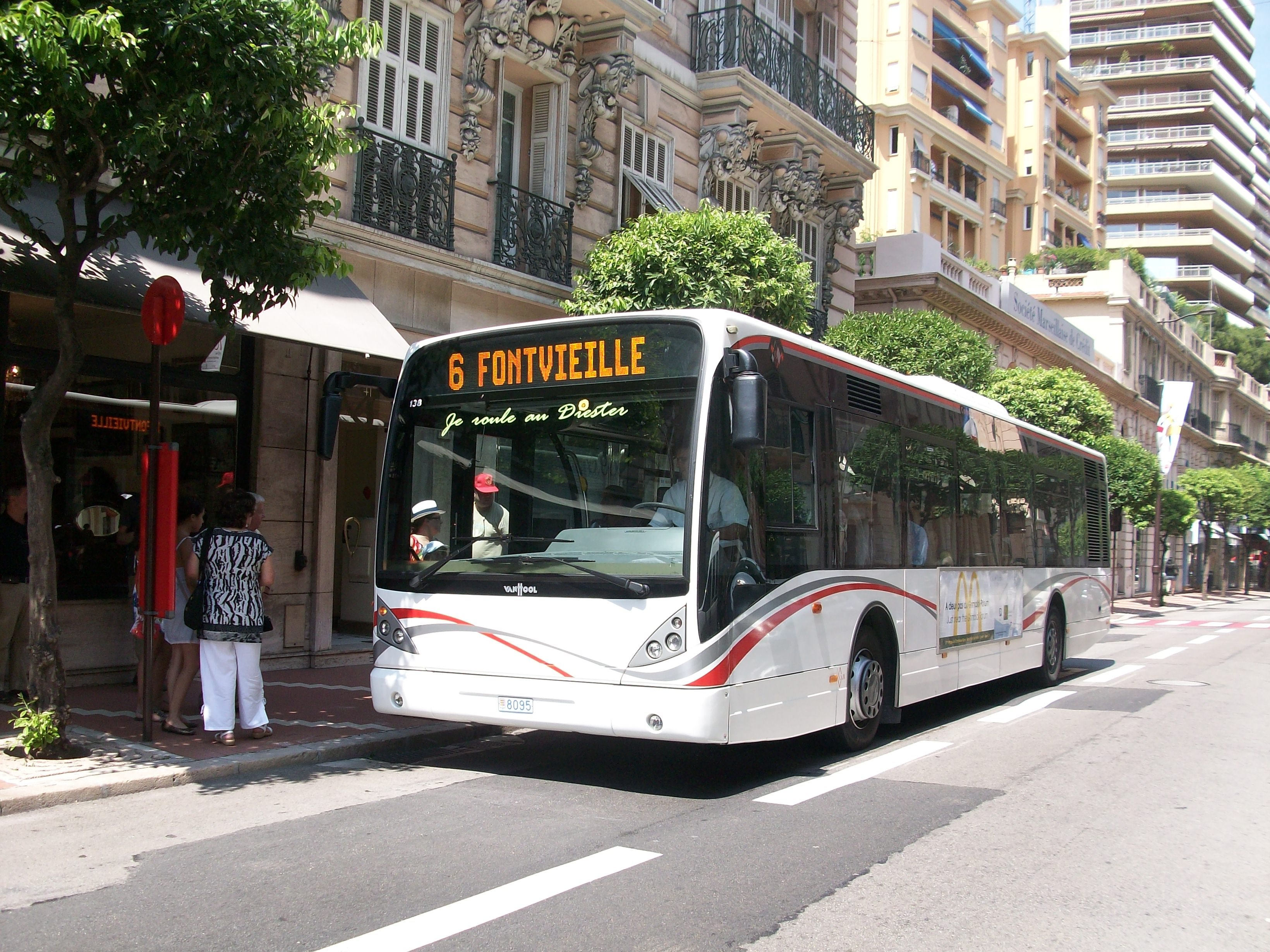
Van Hool New A330 n°138 sur sur la ligne 6 du réseau CAM de Monaco.

### Lignes classiques

#### Lignes en service
Le réseau de jour se compose de six lignes régulières ayant des fréquences moyennes de dix minutes et circulant tous les jours de 7 h à 21 h environ.
| Ligne | Caractéristiques | Caractéristiques                            | Caractéristiques                            | Caractéristiques                            | Caractéristiques                            | Caractéristiques                              | Caractéristiques                            | Caractéristiques                            | Caractéristiques                            |
| 1     | Monaco-Ville ⥋ Saint-Roman | Monaco-Ville ⥋ Saint-Roman                  | Monaco-Ville ⥋ Saint-Roman                  | Monaco-Ville ⥋ Saint-Roman                  | Monaco-Ville ⥋ Saint-Roman                  | Monaco-Ville ⥋ Saint-Roman                    | Monaco-Ville ⥋ Saint-Roman                  | Monaco-Ville ⥋ Saint-Roman                  | Monaco-Ville ⥋ Saint-Roman                  |
| ----- | --- | ------------------------------------------- | ------------------------------------------- | ------------------------------------------- | ------------------------------------------- | --------------------------------------------- | ------------------------------------------- | ------------------------------------------- | ------------------------------------------- |
| 1     | Ouverture / Fermeture 1932 / — | Longueur —                                  | Durée 18 min                                | Nb. d’arrêts 18                             | Matériel Standards                          | Jours de fonctionnement L, Ma, Me, J, V, S, D | Jour / Soir / Nuit / Fêtes O / N / N / O    | Voy. / an 1 375 088                         | Exploitant CAM                              |
| 1     | Desserte : - Quartiers de la commune de Monaco : Monaco-Ville, La Condamine, Monte-Carlo et La Rousse. - En direction de « Saint-Roman » : Monaco-Ville → Place d'Armes → Princesse Stéphanie → Stade Nautique → Princesse Antoinette (Gare) → Kennedy → Auditorium Rainier III → Portier → Spélugues → Citronniers → Place du Casino → Monte-Carlo Tourisme → Saint-Charles → Place des Moulins → La Rousse → Carmes → Saint-Roman. - En direction de « Monaco-Ville » : Saint-Roman → Varavilla → Saint-Roman → Carmes → La Rousse → Place des Moulins → Saint-Charles → Monte-Carlo → Square Beaumarchais → Ostende → Place Sainte-Dévote (Gare) → Princesse Florestine → Place d'Armes → Monaco-Ville. - Gare desservie : Gare de Monaco-Monte-Carlo. |                                             |                                             |                                             |                                             |                                               |                                             |                                             |                                             |
| 1     | Autre : - Particularités : La ligne fonctionne du lundi au vendredi de 6 h 41 à 21 h 38, le samedi de 6 h 48 à 21 h 28 et les dimanches et fêtes de 7 h 5 à 21 h 27. |                                             |                                             |                                             |                                             |                                               |                                             |                                             |                                             |
| 1     | Dernière actualisation : 8 juin 2025 |                                             |                                             |                                             |                                             |                                               |                                             |                                             |                                             |
| 2     | Monaco-Ville ⥋ Jardin Exotique | Monaco-Ville ⥋ Jardin Exotique              | Monaco-Ville ⥋ Jardin Exotique              | Monaco-Ville ⥋ Jardin Exotique              | Monaco-Ville ⥋ Jardin Exotique              | Monaco-Ville ⥋ Jardin Exotique                | Monaco-Ville ⥋ Jardin Exotique              | Monaco-Ville ⥋ Jardin Exotique              | Monaco-Ville ⥋ Jardin Exotique              |
| 2     | Ouverture / Fermeture 1932 / — | Longueur —                                  | Durée 16 min                                | Nb. d’arrêts 16                             | Matériel Standards                          | Jours de fonctionnement L, Ma, Me, J, V, S, D | Jour / Soir / Nuit / Fêtes O / N / N / O    | Voy. / an 1 360 239                         | Exploitant CAM                              |
| 2     | Desserte : - Quartiers de la commune de Monaco : Monaco-Ville, La Condamine, Monte-Carlo, Ravin de Sainte-Dévote, Les Moneghetti et Jardin exotique. - En direction de « Jardin Exotique » : Monaco-Ville → Place d'Armes → Princesse Stéphanie → Stade Nautique → Princesse Antoinette (Gare) → Ostende → Terrasses du Casino → Square Beaumarchais → Monte-Carlo Tourisme → Crémaillère → Roqueville → Pont Sainte-Dévote (Gare) → Belgique (Gare) → Moneghetti → Rotondes → Villa Paloma Musée → Jardin Exotique. - En direction de « Monaco-Ville » : Jardin Exotique → Villa Paloma Musée → Rotondes → Moneghetti → Belgique (Gare) → Pont Sainte-Dévote (Gare) → Roqueville → Monte-Carlo → Square Beaumarchais → Ostende → Place Sainte-Dévote (Gare) → Princesse Florestine → Place d'Armes → Monaco-Ville. - Gare desservie : Gare de Monaco-Monte-Carlo.                       |                                             |                                             |                                             |                                             |                                               |                                             |                                             |                                             |
| 2     | Autre : - Particularités : La ligne fonctionne du lundi au vendredi de 6 h à 21 h 28, le samedi de 7 h à 21 h 18 et les dimanches et fêtes de 7 h 20 à 21 h 17. |                                             |                                             |                                             |                                             |                                               |                                             |                                             |                                             |
| 2     | Dernière actualisation : 8 juin 2025 |                                             |                                             |                                             |                                             |                                               |                                             |                                             |                                             |
| 3     | Fontvieille Centre Commercial ⥋ Hector Otto | Fontvieille Centre Commercial ⥋ Hector Otto | Fontvieille Centre Commercial ⥋ Hector Otto | Fontvieille Centre Commercial ⥋ Hector Otto | Fontvieille Centre Commercial ⥋ Hector Otto | Fontvieille Centre Commercial ⥋ Hector Otto   | Fontvieille Centre Commercial ⥋ Hector Otto | Fontvieille Centre Commercial ⥋ Hector Otto | Fontvieille Centre Commercial ⥋ Hector Otto |
| 3     | Ouverture / Fermeture 19 février 2015 / — | Longueur —                                  | Durée 19 min                                | Nb. d’arrêts 20                             | Matériel Midibus                            | Jours de fonctionnement L, Ma, Me, J, V, S, D | Jour / Soir / Nuit / Fêtes O / N / N / O    | Voy. / an 478 578                           | Exploitant CAM                              |
| 3     | Desserte : - Quartiers de la commune de Monaco : Fontvieille, La Condamine, Les Moneghetti et Jardin exotique. - En direction de « Hector Otto » : Fontvieille Centre Commercial → Port de Fontvieille → Stade Nautique → Princesse Antoinette (Gare) → Place Sainte-Dévote (Gare) → Princesse Florestine → Place d'Armes Mc Bar → Cimetière → Pasteur → Athanée → Hôpital → Observatoire → Parc Princesse Antoinette → Bosio → Belgique (Gare) → Moneghetti → Rotondes → Villa Paloma Musée → Engelin → Hector Otto. - En direction de « Fontvieille Centre Commercial » : Hector Otto → Villa Paloma Musée → Rotondes → Moneghetti → Belgique (Gare) → Belgique (Gare) → Bosio → Parc Princesse Antoinette → Hôpital → Athanée → Cimetière → Place d'Armes Serravalle → Princesse Stéphanie → Fontvieille Centre Commercial. - Gare desservie : Gare de Monaco-Monte-Carlo.            |                                             |                                             |                                             |                                             |                                               |                                             |                                             |                                             |
| 3     | Autre : - Particularités : La ligne fonctionne du lundi au vendredi de 7 h 15 à 20 h 41, le samedi de 8 h 2 à 20 h 40 et dimanches et fêtes de 8 h 20 à 20 h 15. |                                             |                                             |                                             |                                             |                                               |                                             |                                             |                                             |
| 3     | Dernière actualisation : 8 juin 2025 |                                             |                                             |                                             |                                             |                                               |                                             |                                             |                                             |
| 4     | Fontvieille Centre Commercial ⥋ Saint-Roman | Fontvieille Centre Commercial ⥋ Saint-Roman | Fontvieille Centre Commercial ⥋ Saint-Roman | Fontvieille Centre Commercial ⥋ Saint-Roman | Fontvieille Centre Commercial ⥋ Saint-Roman | Fontvieille Centre Commercial ⥋ Saint-Roman   | Fontvieille Centre Commercial ⥋ Saint-Roman | Fontvieille Centre Commercial ⥋ Saint-Roman | Fontvieille Centre Commercial ⥋ Saint-Roman |
| 4     | Ouverture / Fermeture 1979 / — | Longueur —                                  | Durée 23 min                                | Nb. d’arrêts 17                             | Matériel Standards                          | Jours de fonctionnement L, Ma, Me, J, V, S, D | Jour / Soir / Nuit / Fêtes O / N / N / O    | Voy. / an 1 547 737                         | Exploitant CAM                              |
| 4     | Desserte : - Quartiers de la commune de Monaco : Fontvieille, La Condamine, Les Moneghetti, Ravin de Sainte-Dévote, Monte-Carlo et La Rousse. - En direction de « Saint-Roman » : Fontvieille Centre Commercial → Papalins → Roseraie → Héliport → Stade Louis II → Cimetière → Place d'Armes CIII → Castelleretto → Louis Aureglia → Pont Sainte-Dévote (Gare) → Roqueville → Monte-Carlo Tourisme → Saint-Charles → Place des Moulins → La Rousse → Carmes → Saint-Roman. - En direction de « Fontvieille Centre Commercial » : Saint-Roman → Varavilla → Saint-Roman → Carmes → La Rousse → Place des Moulins → Saint-Charles → Crémaillère → Roqueville → Pont Sainte-Dévote (Gare) → Louis Aureglia → Castelleretto → Honoré II → Place d'Armes → Princesse Stéphanie → Fontvieille Centre Commercial. - Gare desservie : Gare de Monaco-Monte-Carlo.                               |                                             |                                             |                                             |                                             |                                               |                                             |                                             |                                             |
| 4     | Autre : - Particularités : La ligne fonctionne du lundi au vendredi de 6 h 56 à 21 h, le samedi de 7 h 23 à 21 h et les dimanches et fêtes de 8 h à 21 h. |                                             |                                             |                                             |                                             |                                               |                                             |                                             |                                             |
| 4     | Dernière actualisation : 8 juin 2025 |                                             |                                             |                                             |                                             |                                               |                                             |                                             |                                             |
| 5     | Hôpital ⥋ Larvotto | Hôpital ⥋ Larvotto                          | Hôpital ⥋ Larvotto                          | Hôpital ⥋ Larvotto                          | Hôpital ⥋ Larvotto                          | Hôpital ⥋ Larvotto                            | Hôpital ⥋ Larvotto                          | Hôpital ⥋ Larvotto                          | Hôpital ⥋ Larvotto                          |
| 5     | Ouverture / Fermeture 1983 / — | Longueur —                                  | Durée 20 min                                | Nb. d’arrêts 15                             | Matériel Midibus                            | Jours de fonctionnement L, Ma, Me, J, V, S, D | Jour / Soir / Nuit / Fêtes O / N / N / O    | Voy. / an 575 877                           | Exploitant CAM                              |
| 5     | Desserte : - Quartiers de la commune de Monaco : Jardin exotique, Les Moneghetti, Ravin de Sainte-Dévote, Monte-Carlo et Larvotto. - En direction de « Larvotto » : Hôpital → Observatoire → Parc Princesse Antoinette → Bosio → Belgique (Gare) → Pont Sainte-Dévote (Gare) → Roqueville → Monte-Carlo Tourisme → Place du Casino → Spélugues → Portier → Grimaldi Forum → Plages → Sea Club → Sporting → Larvotto. - En direction de « Hôpital » : Larvotto → Sea Club → Plages → Grimaldi Forum / Villa Sauber → Portier → Spélugues → Citronniers → Place du Casino → Monte-Carlo Tourisme → Crémaillère → Roqueville → Pont Sainte-Dévote (Gare) → Belgique (Gare) → Bosio → Parc Princesse Antoinette → Hôpital → Athanée → Hôpital. - Gare desservie : Gare de Monaco-Monte-Carlo.                                                                                                |                                             |                                             |                                             |                                             |                                               |                                             |                                             |                                             |
| 5     | Autre : - Particularités : La ligne fonctionne du lundi au vendredi de 7 h 12 à 20 h 33, le samedi de 7 h 28 à 20 h 24 et les dimanches et fêtes de 8 h à 20 h 17. |                                             |                                             |                                             |                                             |                                               |                                             |                                             |                                             |
| 5     | Dernière actualisation : 8 juin 2025 |                                             |                                             |                                             |                                             |                                               |                                             |                                             |                                             |
| 6     | Fontvieille Centre Commercial ⥋ Larvotto | Fontvieille Centre Commercial ⥋ Larvotto    | Fontvieille Centre Commercial ⥋ Larvotto    | Fontvieille Centre Commercial ⥋ Larvotto    | Fontvieille Centre Commercial ⥋ Larvotto    | Fontvieille Centre Commercial ⥋ Larvotto      | Fontvieille Centre Commercial ⥋ Larvotto    | Fontvieille Centre Commercial ⥋ Larvotto    | Fontvieille Centre Commercial ⥋ Larvotto    |
| 6     | Ouverture / Fermeture 1991 / — | Longueur —                                  | Durée 24 min                                | Nb. d’arrêts 19                             | Matériel Standards                          | Jours de fonctionnement L, Ma, Me, J, V, S, D | Jour / Soir / Nuit / Fêtes O / N / N / O    | Voy. / an 1 133 199                         | Exploitant CAM                              |
| 6     | Desserte : - Quartiers de la commune de Monaco : Fontvieille, La Condamine, Monte-Carlo et Larvotto. - En direction de « Larvotto » : Fontvieille Centre Commercial → Papalins → Roseraie → Héliport → Stade Louis II → Albert II → Port de Fontvieille → Stade Nautique → Princesse Antoinette (Gare) → Ostende → Terrasses du Casino → Square Beaumarchais → Monte-Carlo Tourisme → Place du Casino → Spélugues → Portier → Grimaldi Forum → Plages → Sea Club → Sporting → Larvotto. - En direction de « Fontvieille Centre Commercial » : Larvotto → Sea Club → Plages → Grimaldi Forum / Villa Sauber → Portier → Spélugues → Citronniers → Place du Casino → Monte-Carlo → Square Beaumarchais → Ostende → Place Sainte-Dévote (Gare) → Princesse Florestine → Place d'Armes → Princesse Stéphanie → Fontvieille Centre Commercial. - Gare desservie : Gare de Monaco-Monte-Carlo. |                                             |                                             |                                             |                                             |                                               |                                             |                                             |                                             |
| 6     | Autre : - Particularités : La ligne fonctionne du lundi au vendredi de 7 h à 21 h 18, le samedi de 7 h 15 à 21 h 17 et les dimanches et fêtes de 7 h 34 à 21 h 18. |                                             |                                             |                                             |                                             |                                               |                                             |                                             |                                             |
| 6     | Dernière actualisation : 8 juin 2025 |                                             |                                             |                                             |                                             |                                               |                                             |                                             |                                             |

#### Lignes supprimées
| Ligne | Caractéristiques | Caractéristiques              | Caractéristiques              | Caractéristiques              | Caractéristiques              | Caractéristiques                              | Caractéristiques                         | Caractéristiques              | Caractéristiques              |
| 7     | Place d'Armes CIII ⥋ Crovetto | Place d'Armes CIII ⥋ Crovetto | Place d'Armes CIII ⥋ Crovetto | Place d'Armes CIII ⥋ Crovetto | Place d'Armes CIII ⥋ Crovetto | Place d'Armes CIII ⥋ Crovetto                 | Place d'Armes CIII ⥋ Crovetto            | Place d'Armes CIII ⥋ Crovetto | Place d'Armes CIII ⥋ Crovetto |
| ----- | --- | ----------------------------- | ----------------------------- | ----------------------------- | ----------------------------- | --------------------------------------------- | ---------------------------------------- | ----------------------------- | ----------------------------- |
| 7     | Ouverture / Fermeture 28 février 2022 / 23 mars 2024 | Longueur —                    | Durée 14 min                  | Nb. d’arrêts 5                | Matériel Midibus              | Jours de fonctionnement L, Ma, Me, J, V, S, D | Jour / Soir / Nuit / Fêtes O / N / N / O | Voy. / an —                   | Exploitant CAM                |
| 7     | Desserte : - Quartiers de la commune de Monaco : La Condamine et Jardin exotique. - En direction de « Crovetto » : Place d'Armes CIII → Plati → Biovès → Crovetto. - En direction de « Place d'Armes CIII » : Crovetto → Plati → Honoré II → Place d'Armes CIII.                                                                                                   |                               |                               |                               |                               |                                               |                                          |                               |                               |
| 7     | Autre : - La ligne fonctionnait du lundi au vendredi de 8 h à 18 h 40 avec une fréquence de 20 minutes. - Le week-end et les jours fériés, elle fonctionnait de 8 h 40 à 12 h 40 puis de 15 h 20 à 18 h 20, toujours avec une fréquence de 20 minutes. |                               |                               |                               |                               |                                               |                                          |                               |                               |
| 7     | Dernière actualisation : 23 mars 2024 |                               |                               |                               |                               |                                               |                                          |                               |                               |
| 8     | Navette du Rocher | Navette du Rocher             | Navette du Rocher             | Navette du Rocher             | Navette du Rocher             | Navette du Rocher                             | Navette du Rocher                        | Navette du Rocher             | Navette du Rocher             |
| 8     | Monaco Ville (le Rocher) ⥋ Monaco Ville (le Rocher) |                               |                               |                               |                               |                                               |                                          |                               |                               |
| 8     | Ouverture / Fermeture 18 juillet 2022 / 18 septembre 2022 | Longueur —                    | Durée —                       | Nb. d’arrêts 7                | Matériel Midibus              | Jours de fonctionnement L, Ma, Me, J, V, S, D | Jour / Soir / Nuit / Fêtes N / O / N / N | Voy. / an 2 053               | Exploitant CAM                |
| 8     | Desserte : - Quartiers de la commune de Monaco : Monaco-Ville et La Condamine. - Arrêts de la ligne : Monaco Ville (le Rocher) → Place d'Armes → Princesse Stéphanie → Stade Nautique → Princesse Antoinette (Gare) → Place Sainte-Dévote (Gare) → Princesse Florestine → Place d'Armes → Monaco Ville (le Rocher). - Gare desservie : Gare de Monaco-Monte-Carlo. |                               |                               |                               |                               |                                               |                                          |                               |                               |
| 8     | Autre : - La ligne fonctionnait du lundi au dimanche de 20 h à 22 h 50 avec une fréquence de 15 minutes. |                               |                               |                               |                               |                                               |                                          |                               |                               |
| 8     | Dernière actualisation : 18 juillet 2022 |                               |                               |                               |                               |                                               |                                          |                               |                               |

### Lignes express
Depuis 2024, la CAM expérimente quatre lignes express circulant en semaine et en journée de 7 h à 19 h avec un nombre d'arrêts réduits voire aucun arrêt intermédiaire en complément du réseau classique,. Depuis mi-2025, seules trois lignes sont encore en service.
Les lignes express sont reconnaissables du reste du réseau par leur nom commençant par la lettre « X ».

#### Lignes actuellement en service
| Ligne | Caractéristiques | Caractéristiques            | Caractéristiques            | Caractéristiques            | Caractéristiques            | Caractéristiques                        | Caractéristiques                         | Caractéristiques            | Caractéristiques            |
| X1    | Jardin Exotique ⥋ Le Rocher | Jardin Exotique ⥋ Le Rocher | Jardin Exotique ⥋ Le Rocher | Jardin Exotique ⥋ Le Rocher | Jardin Exotique ⥋ Le Rocher | Jardin Exotique ⥋ Le Rocher             | Jardin Exotique ⥋ Le Rocher              | Jardin Exotique ⥋ Le Rocher | Jardin Exotique ⥋ Le Rocher |
| ----- | --- | --------------------------- | --------------------------- | --------------------------- | --------------------------- | --------------------------------------- | ---------------------------------------- | --------------------------- | --------------------------- |
| X1    | Ouverture / Fermeture 11 février 2024 / — | Longueur —                  | Durée 14 min                | Nb. d’arrêts 5              | Matériel Standards          | Jours de fonctionnement L, Ma, Me, J, V | Jour / Soir / Nuit / Fêtes O / N / N / N | Voy. / an —                 | Exploitant CAM              |
| X1    | Desserte : - Quartiers de la commune de Monaco : Jardin exotique, Les Moneghetti, La Condamine et Monaco-Ville. - En direction de « Le Rocher » : Jardin Exotique → Belgique (Gare) → Place d'Armes → Le Rocher. - En direction de « Jardin Exotique » : Le Rocher → Place d'Armes Mc Bar → Belgique (Gare) → Jardin Exotique. - Gare desservie : Gare de Monaco-Monte-Carlo.                              |                             |                             |                             |                             |                                         |                                          |                             |                             |
| X1    | Évolution : Le 28 juillet 2025, la ligne X1 est prolongée jusqu'à l'arrêt Le Rocher, desservant les arrêts Place d'Armes et Place d'Armes Mc Bar. L'arrêt Place d'Armes CIII n'est plus desservi par la ligne. Autre : - Particularités : La ligne fonctionne du lundi au vendredi de 7 h à 19 h. |                             |                             |                             |                             |                                         |                                          |                             |                             |
| X1    | Dernière actualisation : 13 août 2025 |                             |                             |                             |                             |                                         |                                          |                             |                             |
| X2    | Jardin Exotique ⥋ Portier | Jardin Exotique ⥋ Portier   | Jardin Exotique ⥋ Portier   | Jardin Exotique ⥋ Portier   | Jardin Exotique ⥋ Portier   | Jardin Exotique ⥋ Portier               | Jardin Exotique ⥋ Portier                | Jardin Exotique ⥋ Portier   | Jardin Exotique ⥋ Portier   |
| X2    | Ouverture / Fermeture 11 février 2024 / — | Longueur —                  | Durée 15 min                | Nb. d’arrêts 4              | Matériel Standards          | Jours de fonctionnement L, Ma, Me, J, V | Jour / Soir / Nuit / Fêtes O / N / N / N | Voy. / an —                 | Exploitant CAM              |
| X2    | Desserte : - Quartiers de la commune de Monaco : Jardin exotique, Ravin de Sainte-Dévote, Monte-Carlo et Larvotto. - Arrêts de la ligne : Jardin Exotique ↔ Pont Sainte-Dévote (Gare) ↔ Monte-Carlo Tourisme ↔ Portier. - Gare desservie : Gare de Monaco-Monte-Carlo. |                             |                             |                             |                             |                                         |                                          |                             |                             |
| X2    | Évolution : Le 28 juillet 2025, la ligne X2 est prolongée jusqu'à l'arrêt Portier. Autre : - Particularités : La ligne fonctionne du lundi au vendredi de 7 h à 19 h 28. |                             |                             |                             |                             |                                         |                                          |                             |                             |
| X2    | Dernière actualisation : 13 août 2025 |                             |                             |                             |                             |                                         |                                          |                             |                             |
| X3    | Albert II ⥋ Larvotto | Albert II ⥋ Larvotto        | Albert II ⥋ Larvotto        | Albert II ⥋ Larvotto        | Albert II ⥋ Larvotto        | Albert II ⥋ Larvotto                    | Albert II ⥋ Larvotto                     | Albert II ⥋ Larvotto        | Albert II ⥋ Larvotto        |
| X3    | Ouverture / Fermeture 22 avril 2024 / — | Longueur —                  | Durée 14 min                | Nb. d’arrêts 6              | Matériel Standards          | Jours de fonctionnement L, Ma, Me, J, V | Jour / Soir / Nuit / Fêtes O / N / N / N | Voy. / an —                 | Exploitant CAM              |
| X3    | Desserte : - Quartiers de la commune de Monaco : Fontvieille, La Condamine et Larvotto. - En direction de « Larvotto » : Albert II → Port de Fontvieille → Princesse Antoinette (Gare) → Portier → Larvotto. - En direction de « Albert II » : Larvotto → Portier → Place Sainte-Dévote (Gare) → Place d'Armes → Fontvieille Centre Commercial → Albert II. - Gare desservie : Gare de Monaco-Monte-Carlo. |                             |                             |                             |                             |                                         |                                          |                             |                             |
| X3    | Autre : - Particularités : La ligne fonctionne du lundi au vendredi de 7 h à 19 h 16. |                             |                             |                             |                             |                                         |                                          |                             |                             |
| X3    | Dernière actualisation : 8 juin 2025 |                             |                             |                             |                             |                                         |                                          |                             |                             |

#### Lignes supprimées
| Ligne | Caractéristiques | Caractéristiques        | Caractéristiques        | Caractéristiques        | Caractéristiques        | Caractéristiques                        | Caractéristiques                         | Caractéristiques        | Caractéristiques        |
| X4    | Albert II ⥋ Saint-Roman | Albert II ⥋ Saint-Roman | Albert II ⥋ Saint-Roman | Albert II ⥋ Saint-Roman | Albert II ⥋ Saint-Roman | Albert II ⥋ Saint-Roman                 | Albert II ⥋ Saint-Roman                  | Albert II ⥋ Saint-Roman | Albert II ⥋ Saint-Roman |
| ----- | --- | ----------------------- | ----------------------- | ----------------------- | ----------------------- | --------------------------------------- | ---------------------------------------- | ----------------------- | ----------------------- |
| X4    | Ouverture / Fermeture 22 avril 2024 / 25 juillet 2025 | Longueur —              | Durée 24 min            | Nb. d’arrêts 6          | Matériel Midibus        | Jours de fonctionnement L, Ma, Me, J, V | Jour / Soir / Nuit / Fêtes O / N / N / N | Voy. / an 40 008        | Exploitant CAM          |
| X4    | Desserte : - Quartiers de la commune de Monaco : Fontvieille, La Condamine, Larvotto et La Rousse. - En direction de « Albert II » : Saint-Roman → Portier → Place d'Armes Serravalle → Fontvieille Centre Commercial → Albert II. - En direction de « Saint-Roman » : Albert II → Port de Fontvieille → Princesse Antoinette (Gare) → Portier → Saint-Roman → Saint-Roman. - Gare desservie : Gare de Monaco-Monte-Carlo. |                         |                         |                         |                         |                                         |                                          |                         |                         |
| X4    | Autre : - Particularités : La ligne fonctionnait du lundi au vendredi de 7 h à 19 h 24. |                         |                         |                         |                         |                                         |                                          |                         |                         |
| X4    | Dernière actualisation : 25 juillet 2025 |                         |                         |                         |                         |                                         |                                          |                         |                         |

### Lignes nocturnes
Après 21 heures, le réseau de jour laisse place à deux lignes circulaires fonctionnant selon deux « périodes » de fonctionnement et assurant la desserte de toute la principauté.
- tous les jours de 21 h 20 à 0 h 20 avec une fréquence de 30 minutes ;
- les samedis et dimanches matin de 1 h à 4 h du matin, un départ par heure supplémentaire est proposé.

Deux arrêts en commun aux deux lignes (Princesse Antoinette et Monte-Carlo) permettent d'effectuer une correspondance d'une ligne à l'autre.
| Ligne | Caractéristiques | Caractéristiques               | Caractéristiques               | Caractéristiques               | Caractéristiques               | Caractéristiques                              | Caractéristiques                         | Caractéristiques               | Caractéristiques               |
| N1    | Albert II ⥋ Place des Moulins | Albert II ⥋ Place des Moulins  | Albert II ⥋ Place des Moulins  | Albert II ⥋ Place des Moulins  | Albert II ⥋ Place des Moulins  | Albert II ⥋ Place des Moulins                 | Albert II ⥋ Place des Moulins            | Albert II ⥋ Place des Moulins  | Albert II ⥋ Place des Moulins  |
| ----- | --- | ------------------------------ | ------------------------------ | ------------------------------ | ------------------------------ | --------------------------------------------- | ---------------------------------------- | ------------------------------ | ------------------------------ |
| N1    | Ouverture / Fermeture juin 2018 / — | Longueur —                     | Durée —                        | Nb. d’arrêts 16                | Matériel Standards             | Jours de fonctionnement L, Ma, Me, J, V, S, D | Jour / Soir / Nuit / Fêtes N / O / O / O | Voy. / an 60 151               | Exploitant CAM                 |
| N1    | Desserte : - Quartiers de la commune de Monaco : Monaco-Ville, La Condamine, Monte-Carlo, Ravin de Sainte-Dévote et Larvotto. - En direction de « Place des Moulins » : Albert II → Port de Fontvieille → Stade Nautique → Princesse Antoinette (Gare) N2 → Kennedy → Auditorium Rainier III → Portier → Grimaldi Forum → Plages → Sea Club → Sporting → Chapelle Saint-Roman → Saint-Roman → Carmes → La Rousse → Place des Moulins. - En direction de « Albert II » : Place des Moulins → Saint-Charles → Monte-Carlo N2 → Square Beaumarchais → Ostende → Place Sainte-Dévote (Gare) → Princesse Florestine → Place d'Armes → Princesse Stéphanie → Fontvieille Centre Commercial → Papalins → Roseraie → Héliport → Stade Louis II → Albert II. - Gare desservie : Gare de Monaco-Monte-Carlo.                                                                       |                                |                                |                                |                                |                                               |                                          |                                |                                |
| N1    | Autre : |                                |                                |                                |                                |                                               |                                          |                                |                                |
| N1    | Dernière actualisation : 8 juin 2025 |                                |                                |                                |                                |                                               |                                          |                                |                                |
| N2    | Monaco-Ville ⥋ Jardin Exotique | Monaco-Ville ⥋ Jardin Exotique | Monaco-Ville ⥋ Jardin Exotique | Monaco-Ville ⥋ Jardin Exotique | Monaco-Ville ⥋ Jardin Exotique | Monaco-Ville ⥋ Jardin Exotique                | Monaco-Ville ⥋ Jardin Exotique           | Monaco-Ville ⥋ Jardin Exotique | Monaco-Ville ⥋ Jardin Exotique |
| N2    | Ouverture / Fermeture juin 2018 / — | Longueur —                     | Durée —                        | Nb. d’arrêts 17                | Matériel Standards             | Jours de fonctionnement L, Ma, Me, J, V, S, D | Jour / Soir / Nuit / Fêtes N / O / O / O | Voy. / an 60 151               | Exploitant CAM                 |
| N2    | Desserte : - Quartiers de la commune de Monaco : Monaco-Ville, La Condamine, Monte-Carlo, Ravin de Sainte-Dévote, Les Moneghetti et Jardin exotique. - En direction de « Jardin Exotique » : Monaco-Ville → Place d'Armes → Princesse Stéphanie → Stade Nautique → Princesse Antoinette (Gare) N1 → Ostende → Terrasses du Casino → Square Beaumarchais → Monte-Carlo Tourisme → Crémaillère → Roqueville → Pont Sainte-Dévote (Gare) → Belgique (Gare) → Moneghetti → Rotondes → Villa Paloma Musée → Jardin Exotique. - En direction de « Monaco-Ville » : Jardin Exotique → Villa Paloma Musée → Rotondes → Moneghetti → Belgique (Gare) → Pont Sainte-Dévote (Gare) → Roqueville → Monte-Carlo N1 → Square Beaumarchais → Ostende → Place Sainte-Dévote (Gare) → Princesse Florestine → Place d'Armes → Monaco-Ville. - Gare desservie : Gare de Monaco-Monte-Carlo. |                                |                                |                                |                                |                                               |                                          |                                |                                |
| N2    | Autre : |                                |                                |                                |                                |                                               |                                          |                                |                                |
| N2    | Dernière actualisation : 8 juin 2025 |                                |                                |                                |                                |                                               |                                          |                                |                                |

### Bateau-Bus
Un service de Bateau-Bus électrique est mis en place pour assurer la traversée du Port Hercule. Il est accessible avec les mêmes tarifs que pour les autobus de 8 h (1er départ du quai des États-Unis) à 19 h 50 (dernier départ du Terminal croisière) du lundi au dimanche y compris les jours fériés. Son activité est cependant interrompue lors des Grand-Prix automobiles et lors du Monaco Yacht Show.
| Ligne | Caractéristiques | Caractéristiques                       | Caractéristiques                       | Caractéristiques                       | Caractéristiques                       | Caractéristiques                              | Caractéristiques                         | Caractéristiques                       | Caractéristiques                            |
| BB    | Quai des États-Unis ⥋ Quai Antoine 1er | Quai des États-Unis ⥋ Quai Antoine 1er | Quai des États-Unis ⥋ Quai Antoine 1er | Quai des États-Unis ⥋ Quai Antoine 1er | Quai des États-Unis ⥋ Quai Antoine 1er | Quai des États-Unis ⥋ Quai Antoine 1er        | Quai des États-Unis ⥋ Quai Antoine 1er   | Quai des États-Unis ⥋ Quai Antoine 1er | Quai des États-Unis ⥋ Quai Antoine 1er      |
| ----- | --- | -------------------------------------- | -------------------------------------- | -------------------------------------- | -------------------------------------- | --------------------------------------------- | ---------------------------------------- | -------------------------------------- | ------------------------------------------- |
| BB    | Ouverture / Fermeture 2007 / — | Longueur —                             | Durée 8 min                            | Nb. d’arrêts 2                         | Matériel —                             | Jours de fonctionnement L, Ma, Me, J, V, S, D | Jour / Soir / Nuit / Fêtes O / N / N / O | Voy. / an 76 895                       | Exploitant CAM et Monaco Riviera Navigation |
| BB    | Desserte : - Quartier de la commune de Monaco : La Condamine. - Arrêts de la ligne : Quai des États-Unis ↔ Quai Antoine 1er. D'une part, l'arrêt « Quai des États-Unis » est situé au-bas du Casino de Monte-Carlo, au nord du Port Hercule. D'autre part, l'arrêt « Quai Antoine 1er » est situé en contrebas du Rocher, au sud du Port Hercule. |                                        |                                        |                                        |                                        |                                               |                                          |                                        |                                             |
| BB    | Autre : - Particularités : La ligne fonctionne du lundi au dimanche de 8 h à 20 h avec une fréquence de 20 minutes. |                                        |                                        |                                        |                                        |                                               |                                          |                                        |                                             |
| BB    | Dernière actualisation : 13 août 2025 |                                        |                                        |                                        |                                        |                                               |                                          |                                        |                                             |

### Renforts scolaires
En complément des lignes régulières du réseau, des renforts scolaires existent depuis le 10 septembre 2010 (d'abord dans les secteurs du Jardin Exotique et de Fontvieille), puis d'autres ont été créés par la suite.
Au 5 septembre 2022 :
- circuit bleu : desserte du collège et lycée François d'Assise - Nicolas Barré et du lycée Albert-Ier depuis le Jardin exotique ;
- circuit rouge : desserte du collège et lycée François d'Assise - Nicolas Barré et du collège Charles III depuis Fontvieille et la place des Moulins ;
- circuit vert : desserte du lycée technique et hôtelier depuis le Jardin exotique et Fontvieille ;
- circuit orange : desserte de l'École Internationale de Monaco depuis le Jardin exotique et la place des Moulins.

### Transport à la demande
Le 25 mars 2024, la CAM lance un service de transport à la demande, ClicBus Monaco, fonctionnant tous les jours de 7 h à 21 h 20 dans les quartiers de Plati, Fleurs et Annonciade et en soirée de 21 h 20 à 1 h 30 (2 h 30 les vendredis et samedis) en desservant l'ensemble des arrêts de la Principauté. De plus, en journée, pour permettre aux usagers d'emprunter les autres lignes de bus, les véhicules ClicBus desservent quatre arrêts du réseau classique, permettant d'effectuer des correspondances.
| Arrêt                         | Correspondances |
| ----------------------------- | --------------- |
| Fontvieille Centre Commercial | 3 4 6 X3        |
| Monte-Carlo Tourisme          | 1 2 4 5 6 X2    |
| Place d'Armes Mc Bar          | 3 X1            |
| Place des Moulins             | 1 4             |

Trois minibus (Citroën ë-Jumpy et Karsan e-Jest) sont utilisés en journée en semaine avec une livrée spécifique au service.

### Réseau spécial «Grand Prix»
Lors des Grand Prix historique, Grand Prix de Formule 1 et ePrix de Formule E, le réseau est, durant toute la durée des épreuves, modifié, : les lignes 1, 2, 3 et 4 voient leurs trajets modifiés, la ligne 5 est réduite, tandis que les lignes 6 et express sont suspendues. En complément, depuis 2024, une navette reliant le parking relais des Salines et Fontvieille (arrêt Albert II) est mise en place durant cette période,.

### Vélos en libre-service

#### Vélos électriques de Monaco
La CAM exploite depuis le 1er mai 2013 un réseau de vélos en libre-service comptant 17 stations et 105 vélos à assistance électrique.
Le service est accessible moyennant un abonnement trimestriel à 15 €, offrant deux heures d'accès, tout utilisation au-delà de ces deux heures consécutives entraîne un surcoût de 2 € par heure puis 10 € par heure au-delà de sept heures d'utilisation supplémentaires.

#### MonaBike
Le 13 juillet 2019, le système de vélos en libre-service MonaBike de la société PBSC remplace l'ancien système,. Toujours placé sous la gestion de la Compagnie des Autobus de Monaco, ce changement s'accompagne du remplacement de tous les vélos (ainsi que de l'augmentation de leur effectif) et de l'augmentation du nombre de stations. L'inscription se faisant désormais sur Internet, l'offre de vélos est destinée à tous les publics âgés d'au moins 14 ans.
Les vélos peuvent désormais être déverrouillés à l'aide d'une carte de la Compagnie des Autobus de Monaco (carte d'abonnement avec un numéro unique) ou avec les applications PBSC et Monapass.
Les différents tarifs proposés permettent un emprunt unique de 30 minutes, ou des pass temporaires (24h, 7 jours, mensuel, annuel) sont disponibles pour tous les utilisateurs, pouvant être achetés soit sur Internet, soit par les applications compatibles.

## Gamme tarifaire
Plusieurs types de tickets sont vendus pour les usagers des bus de la Principauté, :
- À bord des autobus ne sont vendus que les tickets « 1 voyage » coûtant 2 € et la carte « 15 voyages » pour 20 €. Toutefois, les voyageurs peuvent payer un voyage unitaire avec leur carte bancaire pour 1,50 €, dans la limite de 6 voyageurs sur la même carte ;
- Les autres titres tels que les pass « 10 voyages » (10 €), « 1 jour » (5,50 €), « 7 jours » (15 €), mensuel (22 €), trimestriel (57 €) et annuel (199 €) sont proposés à la vente à l'agence commerciale de la Compagnie des Autobus de Monaco, sur Internet, ainsi que sur l'application Monapass (voir ci-dessous).

Quelques tarifs spéciaux sont proposés pour encourager la mobilité douce induite par les transports en commun :
- Le pass scolaire, disponible pour tout élève des établissements de la Principauté (de 5 ans à la Terminale), est proposé à seulement 10 € sur l'ensemble du réseau pour une année ;
- Les usagers de moins de 26 ans bénéficient eux d'une tarification avantageuse pour les pass mensuel et annuel (respectivement 13 € et 89 €) ;
- Pour les séniors de plus de 60 ans et résidant à Monaco, le pass annuel est gratuit ;
- Pour les personnes âgées de plus de 60 ans ayant droit à une pension de retraite ou de réversion à un régime monégasque, le pass annuel est gratuit.

De plus, lors du lancement de l'application Monapass, la Compagnie des Autobus de Monaco officialise le changement des valideurs à l'intérieur de ses autobus, permettant une validation avec une carte bancaire sans contact ou avec un QR code fourni lors de l'achat d'un pass via l'application.
Depuis le début de l'année 2011, une carte de transport valable dans plusieurs réseaux est disponible à la vente. Dans un premier temps elle n'est valable que sur les réseaux CAM, Lignes d'Azur de l'agglomération niçoise et Envibus d'Antibes et ne propose que deux abonnements intermodaux : un abonnement mensuel à 45 € et un abonnement annuel à 365 €. Depuis septembre 2011, son domaine d'action est étendu aux réseaux Sillages de Grasse et Bus Azur (Palm Bus) de Cannes.
Un abonnement combiné permet aux utilisateurs de la ligne TER desservant Monaco d'utiliser librement le réseau de la principauté.

## Parc de véhicules
En septembre 2024, le parc d'autobus du réseau CAM est composé de 59 véhicules dont 35 bus standards, 21 midibus et 3 autocars. Au sein de cette flotte, 11 bus fonctionnent à l'électrique, les autres véhicules sont équipés de hybride Diesel-électrique et les autres véhicules sont équipés de moteurs Diesel.

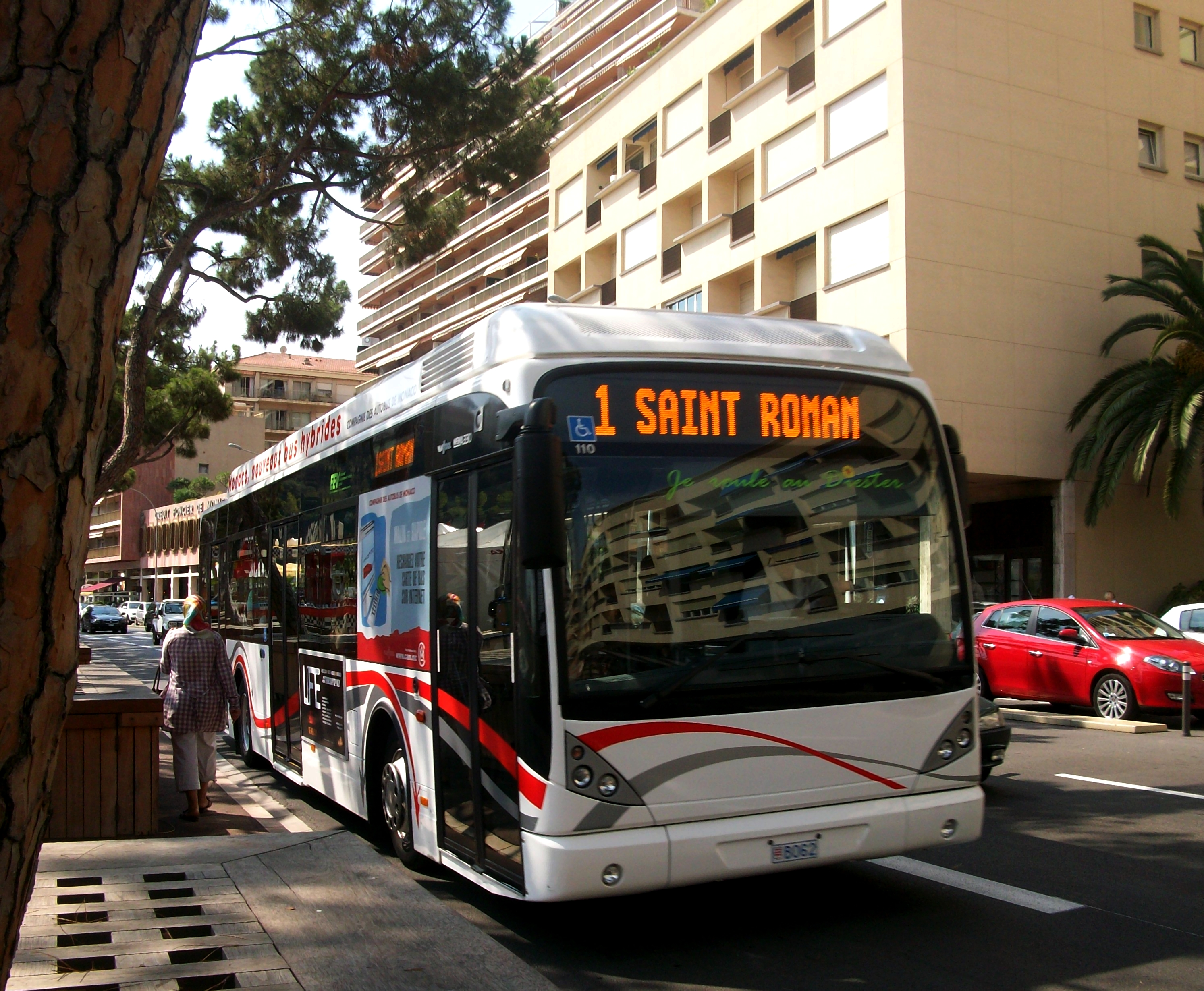
Van Hool New A330 hybride n°110 sur sur la ligne 1 du réseau CAM de Monaco.

### Bus standards
| Constructeur  | Modèle         | Nombre | Numéros de parc                | Période de mise en service         | Affectation                        | Observation |
| ------------- | -------------- | ------ | ------------------------------ | ---------------------------------- | ---------------------------------- | ----------- |
| Van Hool      | NewA330        | 18     | 100-109, 114-117, 143-145, 182 | Entre septembre 2008 et avril 2013 | 1 2 4 6 X3 N1 N2                   | –           |
| Van Hool      | NewA330 Hybrid | 17     | 110-113, 122-128, 200-205      | Entre décembre 2011 et août 2018   | 1 2 4 6 X3 N1 N2                   | –           |
| Mercedes-Benz | eCitaro        | 6      | 206-213                        | Depuis septembre 2024              | X1 X2 X3 (majoritairement) 1 2 4 6 | [ 47 ]      |

### Midibus
| Constructeur | Modèle         | Nombre | Numéros de parc | Période de mise en service          | Affectation | Observation |
| ------------ | -------------- | ------ | --------------- | ----------------------------------- | ----------- | ----------- |
| Irisbus      | Europolis      | 6      | 54-59           | Entre novembre 2008 et février 2009 | 3 5 X1 X2   | –           |
| Van Hool     | NewA309        | 3      | 180-182         | Janvier 2012                        | 3 5 X1 X2   | –           |
| Van Hool     | NewA309 Hybrid | 1      | 183             | Avril 2012                          | 3 5 X1 X2   | –           |
| Heuliez Bus  | GX 137 ELEC    | 11     | 30-40           | Mars 2022                           | 3 5 X1 X2   | –           |
| Karsan       | e-Jest         | 2      | –               | Mars 2025                           | ClicBus     | –           |

### Autocars
| Constructeur | Modèle | Nombre | Numéros de parc | Période de mise en service | Affectation                          | Observation |
| ------------ | ------ | ------ | --------------- | -------------------------- | ------------------------------------ | ----------- |
| Temsa        | Box    | 1      | 74              | Avril 2008                 | Circuits bleu, rouge, vert et orange | –           |
| Temsa        | Opalin | 2      | 72-73           | Juin 2006                  | Circuits bleu, rouge, vert et orange | –           |

### Bateau
- 1 Bateau-bus électrique, un catamaran de 50 places, avec rechargement des batteries par des panneaux solaires[27].

### Ancien véhicules
Entre 1931 et 1939, au temps des TNL, le service a été effectué à l'aide d'autobus Renault PY et TM6.
À partir des années 1970, tous les autobus reçus sont équipés d'origine pour l'exploitation à agent seul (les numéros 11, 22, 33, 44, etc. n'ont plus été utilisés dans les années 70 et 80 pour des raisons informatiques),. Les numéros de parc sont réattribués au fil des mises en services et des réformes de véhicules, un même numéro peut ainsi être porté par différents véhicules à des décennies différentes.
| Constructeur | Modèle         | Nombre         | Numéros de parc | Observation                                                                       |
| ------------ | -------------- | -------------- | --------------- | --------------------------------------------------------------------------------- |
| Isobloc      | 648 DP 102     | 6              | 1-6             | A moteur à essence puis transformés au gazogène durant la guerre.                 |
| Berliet      | PCB            | nombre inconnu | numéro inconnu  | –                                                                                 |
| Berliet      | PCK            | nombre inconnu | numéro inconnu  | de types BG, 7B, 8 et VW                                                          |
| Berliet      | PLR            | 9              | 15-21, 40-41    | nos 15-21 acquis neuf et nos 40-41 acquis d'occasion pour les services scolaires. |
| Berliet      | PH 100         | 7              | 22-28           | –                                                                                 |
| Berliet      | PCM U          | 4              | 22-25           | –                                                                                 |
| Berliet      | PCM UC         | 3              | 29-31           | ex-Marseille                                                                      |
| Berliet      | PGR            | 1              | 45              | –                                                                                 |
| Renault      | Minibus        | 1              | 10              | –                                                                                 |
| Berliet      | modèle inconnu | 1              | 51              | ligne Monaco-La Turbie                                                            |
| Renault      | E7             | 1              | numéro inconnu  | ligne Monaco-La Turbie                                                            |
| Renault      | ZR 20          | 2              | 30-31           | ligne Monaco-Roquebrune, ex-Avignon                                               |
| SAVIEM       | SC5            | 2              | 38-39           | –                                                                                 |
| Magirus      | ?              | 3              | 52-54           | excursions et services occasionnels                                               |
| Berliet      | Cruisair       | 3              | 56, 58-60       | excursions et services occasionnels                                               |
| Berliet      | PR 12          | 1              | 64              | excursions et services occasionnels                                               |
| Berliet      | PR 14          | 1              | 62              | excursions et services occasionnels                                               |
| Berliet      | PR 100         | 4              | 32-35           | –                                                                                 |
| Berliet      | PR 100 MI      | 12             | 36-43, 45-48    | –                                                                                 |
| Renault      | PR 100.2       | 1              | 49              | –                                                                                 |
| Gruau        | MG 36          | 5              | 13, 16-19       | –                                                                                 |
| Gruau        | MG 50          | 4              | 50-53           | –                                                                                 |
| Van Hool     | A300           | 4              | 20-23           | –                                                                                 |
| Renault      | PR 112         | 6              | 24-29           | –                                                                                 |
| Van Hool     | A508           | 7              | 60-66           | –                                                                                 |
| Van Hool     | A308           | 3              | 80-82           | –                                                                                 |
| Gruau        | AG 35          | 2              | 70-71           | –                                                                                 |
| Van Hool     | A308 L         | 3              | 83-85           | –                                                                                 |
| Van Hool     | NewA308        | 3              | 86-88           | –                                                                                 |
| Van Hool     | A320           | 6              | 30-35           | 34-35 renumérotés 134-135 par la suite.                                           |
| Van Hool     | New A330       | 7              | 36-42           | Renumérotés 136-142 par la suite.                                                 |

### Dépôt
Le dépôt de la compagnie des autobus de Monaco est situé dans la principauté, au 22 rue du Gabian dans les sous-sols du centre commercial de Fontvieille inauguré en 1992,. Des véhicules sont également stationnés dans les parkings du Chemin des Pêcheurs, Saint-Antoine et des Salines.
L'ancien dépôt était situé en France au Cap-d'Ail le long de la route nationale 98 et se caractérisait par son exiguïté nécessitant de couper la circulation à chaque entrée ou sortie d'un bus en raison des manœuvres compliquées, les PR100 furent même équipés de gyrophares pour cette raison ; en outre, une partie de la flotte devait être garée sur un parking annexe à Fontvieille près de l'ancien stade Louis-II, remplacé par le centre commercial de Fontvieille.